# Сейсмофація
Сейсмофація (рос. сейсмофация, англ. seismic facies, нім. Seismofazies  f) — сейсмічна фаціальна одиниця, що поєднує групу віддзеркалень сейсмічних хвиль, які характеризуються схожим набором параметрів, таких як конфігурація, безперервність, амплітуда, частота і т. д. 
Кожний параметр несе певну інформацію про геологічну будову досліджуваного інтервалу. Конфігурація відбитих хвиль тісно пов'язана з основними характеристиками нашарування, безперервність відбитих хвиль — з безперервністю шарів, амплітуда показує співвідношення густини й швидкості, частота залежить від потужності шарів і т. д. Існує тенденція до кореляції понять «сейсмофація» і «літофація». Сучасна техніка сейсморозвідки дозволяє ідентифікувати сейсмофацію за формою запису одного віддзеркалення сейсмічних хвиль.